# 12 Heures de Sebring 1975
Navigation
Édition précédente Édition suivante
Les 12 Heures de Sebring 1975 sont la 23e édition de l'épreuve et la 2e manche du championnat IMSA GT 1975. Elles ont été remportées le 21 mars 1975 par la BMW 3.0 CSL no 25 pilotée par Brian Redman, Allan Moffat, Hans-Joachim Stuck et Sam Posey. C'est la première fois qu'un équipage composé de quatre pilotes remporte la course.

## Circuit

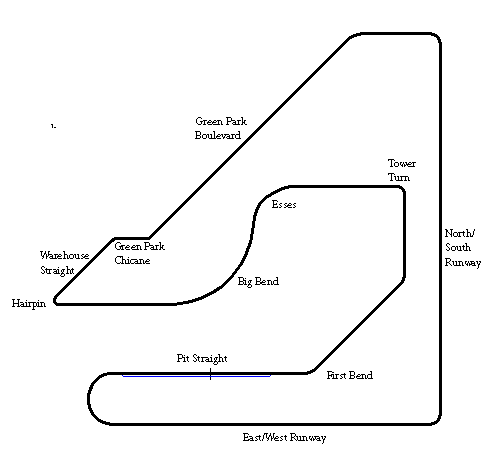
Le Sebring International Raceway, cadre des 12 Heures de Sebring 1975.

Les 12 Heures de Sebring 1975 se déroulent sur le Sebring International Raceway situé en Floride. Il est composé de deux longues lignes droites, séparées par des courbes rapides ainsi que quelques chicanes. Le tracé actuel diffère de celui de l'époque. Ce tracé a un grand passé historique car il est utilisé pour des courses automobiles depuis 1950. Ce circuit est célèbre car il a accueilli la Formule 1.

## Résultats
Voici le classement au terme de la course.
- Les vainqueurs de chaque catégorie sont signalés par un fond jauni. Il n’y a que deux catégories engagées, les GTO et les GTU.

| 1             | GTO | 25  | BMW Motorsport               | Brian Redman Allan Moffat Hans-Joachim Stuck Sam Posey | BMW 3.0 CSL         | 238 |
| 2             | GTO | 30  | George Dyer                  | George Dyer Jacques Bienvenue                          | Porsche Carrera RSR | 235 |
| 3             | GTO | 43  | Ecurie Escargot              | John Graves John O’Steen Dave Helmick                  | Porsche Carrera RSR | 231 |
| 4             | GTO | 91  | Bolanos Racing               | Juan-Carlos Bolanos Michel Jourdain Gustavo Bolanos    | Porsche Carrera RSR | 230 |
| 5             | GTO | 4   | George Dickinson             | George Dickinson Bill Webbe Harry Theodoracopulos      | Porsche Carrera RSR | 221 |
| 6             | GTO | 111 | North American Racing Team   | Milt Minter Eppie Wietzes                              | Ferrari 365 GT4/BB  | 215 |
| 7             | GTO | 5   | Bob Harmon                   | Bob Harmon Jon Woodner                                 | Porsche Carrera RSR | 213 |
| 8             | GTO | 68  | Diego Febles Racing          | Diego Febles Hiram Cruz                                | Porsche Carrera RSR | 211 |
| 9             | GTO | 87  | Jones Motorsports            | Harry Jones Marcel Mignot                              | Ferrari 365 GTB/4   | 209 |
| 10            | GTU | 44  | Montura Ranch Estates        | Tony Garcia Albert Naon John Freyre                    | Porsche 911S        | 209 |
| 11            | GTU | 34  | George Drolsom               | George Drolsom Bob Nagel                               | Porsche 911S        | 207 |
| 12            | GTO | 14  | Holbert's Porsche-Audi       | Al Holbert Elliot Forbes-Robinson                      | Porsche Carrera RSR | 204 |
| 13            | GTO | 79  | Michael Callas               | Michael Callas Jim Cook Adrian Gang                    | Porsche Carrera RSR | 200 |
| 14            | GTU | 60  | Rusty Bond                   | Rusty Bond George Rollin John Belperche                | Porsche 911         | 200 |
| 15            | GTU | 67  | David McClain                | David McClain Dave White                               | Porsche 911         | 198 |
| 16            | GTU | 84  | Bob Speakman                 | Bob Speakman John Maffucci                             | Datsun 240Z         | 197 |
| 17            | GTU | 90  | Ray Walle Mazda              | Ray Walle Tom Reddy                                    | Mazda RX-3          | 195 |
| 18            | GTO | 72  | Bill Arnold                  | Bill Arnold Wiley Doran                                | Chevrolet Corvette  | 183 |
| 19            | GTU | 29  | Bruce Mabrito                | Bruce Mabrito Jack Steel                               | Datsun 240Z         | 180 |
| 20            | GT0 | 82  | Bill Scott Racing            | Bill Scott Harry MacDonald Bill Neuhof                 | AMC Gremlin         | 180 |
| 21            | GT0 | 86  | Dennis Stefl                 | Dennis Stefl Robert Fordyce                            | Chevrolet Corvette  | 176 |
| 22            | GT0 | 32  | E. F. Miller & Co.           | John Orr Bill Jobe                                     | Chevrolet Corvette  | 163 |
| 23            | GTU | 914 | Holbert's Porsche-Audi       | Bill Schmid Doc Bundy                                  | Porsche 914         | 151 |
| 24            | GTU | 31  | Luiz Garcia                  | Luiz Garcia Jose Arzeno Mandy Gonzalez                 | BMW 2002            | 151 |
| 25            | GTO | 48  | John Carusso                 | John Carusso Dick Vreeland Luis Sereix                 | Chevrolet Corvette  | 132 |
| 26            | GTO | 27  | Robert Davis                 | Robert Davis Tico Almeida Joseph DeGirolamo            | Chevrolet Corvette  | 132 |
| 27            | GTU | 47  | Jacques Groleau              | Jacques Groleau A. J. Brent John Sweeney               | Datsun 240Z         | 124 |
| 28            | GTU | 61  | Larry Parker                 | Larry Parker Robert LaMay Paul Morgan                  | Ford Pinto          | 114 |
| 29            | GTU | 58  | Professional Paint & Body    | Ron Oyler Guy Church                                   | Renault R12         | 95  |
| Abandons      |     |     |                              |                                                        |                     |     |
| 30            | GTO | 1   | Toad Hall Racing             | Michael Keyser Billy Sprowls Andres Contreras          | Porsche Carrera RSR | 200 |
| 31            | GTO | 92  | Oest-Tillson Racing          | Mike Tillson Dieter Oest                               | Porsche Carrera     | 198 |
| 32            | GTO | 17  | Vince Gimondo                | Vince Gimondo John Tremblay                            | Chevrolet Camaro    | 171 |
| 33            | GTO | 23  | Armorall Racing Team         | Charlie Kemp Carson Baird                              | Porsche Carrera RSR | 167 |
| 34            | GTO | 73  | Bob Christiansen             | Bob Christiansen Gary Myers                            | Chevrolet Camaro    | 165 |
| 35            | GTU | 45  | Delta Racing                 | Armando Ramirez Camilo Mutiz Mauricio de Narváez       | Porsche 911S        | 152 |
| 36            | GTU | 46  | Buzbee Tropical Fish         | Spencer Buzbee Craig Ross William Frates               | Datsun 240Z         | 143 |
| 37            | GTO | 8   | Bob Beasley                  | Bob Beasley Bruce Jennings                             | Porsche Carrera RSR | 132 |
| 38            | GTO | 38  | Roberto Boza                 | Roberto Boza Diosdado Diaz Eduardo Garrido             | Chevrolet Camaro    | 128 |
| 39            | GTO | 18  | Terry Wolters                | Terry Wolters Jack Swanson                             | Chevrolet Camaro    | 126 |
| 40            | GTO | 24  | BMW Motorsport               | Hans-Joachim Stuck Sam Posey                           | BMW 3.0 CSL         | 102 |
| 41            | GTO | 12  | Ford Smith                   | Ford Smith Clay Young Bennett Aiken                    | Chevrolet Corvette  | 102 |
| 42            | GTO | 54  | Southpoint Porsche           | John Tunstall Joe Jenkins                              | Porsche Carrera RSR | 97  |
| 43            | GTO | 88  | Maurice Carter               | Maurice Carter Tony DeLorenzo                          | Chevrolet Camaro    | 93  |
| 44            | GTO | 66  | Nick Craw                    | Nick Craw Russ Norburn                                 | BMW 2002            | 82  |
| 45            | GTO | 76  | Kidd-America Racing          | Burt Greenwood Scott Voeltz Dana English               | Chevrolet Corvette  | 67  |
| 46            | GTO | 33  | Roberto Quintanilla          | Roberto Quintanilla David Loring                       | Porsche Carrera RSR | 65  |
| 47            | GTU | 28  | Bonky Fernandez              | Bonky Fernandez Mandy Gonzalez Gustavo Chevres         | Lotus Elan          | 62  |
| 48            | GTO | 62  | Scott Chapman                | Scott Chapman Bill Hood Bobby Dumont                   | Chevrolet Corvette  | 57  |
| 49            | GTO | 49  | Neil Potter                  | Neil Potter Bob Gray Terry Keller                      | Ford Mustang        | 54  |
| 50            | GTU | 63  | Doell Enterprises            | Bob Punch Tom Waugh Eliott Mendenhall                  | Porsche 911         | 53  |
| 51            | GTO | 56  | Doell Enterprises            | Charles Gano Mike Williamson Jerry Parson              | Chevrolet Camaro    | 52  |
| 52            | GTU | 51  | Johnson-Bozzoni Porsche-Audi | John Hotchkis Robert Kirby Len Jones                   | Porsche 914/6       | 51  |
| 53            | GTO | 59  | Brumos Porsche-Audi          | Peter Gregg Hurley Haywood                             | Porsche Carrera RSR | 50  |
| 54            | GTU | 85  | John Hulen                   | John Hulen Ron Coupland Dave Causey                    | Porsche 914/6       | 46  |
| 55            | GTO | 95  | Sergio Tabe                  | Sergio Tabe Jose Marron Fidel Martinez                 | Porsche Carrera RSR | 45  |
| 56            | GTO | 75  | John Greenwood               | John Greenwood Jerry Thompson                          | Chevrolet Corvette  | 42  |
| 57            | GTU | 10  | Alf Gebhardt                 | Alf Gebhardt Bruno Beilcke Sepp Grinbold               | BMW 2002            | 38  |
| 58            | GTO | 40  | John Hastings                | John Hastings Glenn Bunch                              | Jaguar XKE          | 34  |
| 59            | GTO | 26  | Tim Chitwood                 | Tim Chitwood Joie Chitwood junior                      | Chevrolet Camaro    | 33  |
| 60            | GTU | 50  | Pedro Vazquez                | Pedro Vazquez Manuel Quintana Donald Yenko             | Porsche 911S        | 29  |
| 61            | GTO | 55  | Henry Simon                  | Henry Simon Kirby Stumpff Augusto Molina               | Ford Mustang        | 20  |
| 62            | GTU | 53  | Arthur Mollin                | Arthur Mollin Art Riley                                | Volvo 142           | 19  |
| 63            | GTO | 77  | Ralph Noseda                 | Ralph Noseda Ray Mummery Richard Small                 | Chevrolet Camaro    | 17  |
| 64            | GTO | 57  | Marty Hinze                  | Marty Hinze Bob Grossman                               | De Tomaso Pantera   | 16  |
| 65            | GTO | 22  | Dale Kreider                 | Dale Kreider Bob DeMarco                               | Chevrolet Corvette  | 16  |
| 66            | GTO | 9   | Tony Ansley                  | Tony Ansley Ron Connelly Jim Woodall                   | Chevrolet Corvette  | 16  |
| 67            | GTU | 69  | Juan Montalvo                | Juan Montalvo Jim Grob                                 | Ford Escort         | 8   |
| 68            | GTO | 74  | Ludwig Heinrath              | Norm Ridgely Ludwig Heimrath                           | Porsche Carrera RSR | 5   |
| 69            | GTO | 2   | Daniel Muniz                 | Daniel Muniz Johnny Gerber Miguel Muniz                | BMW 3.0 CSL         | 3   |
| Non partants  |     |     |                              |                                                        |                     |     |
| 70            | GTO | 3   | Ippocampos Racing            | Harry Theodoracopulos Skip Barber                      | Ford Capri RS       |     |
| 71            | GTO | 41  | Herb Jones                   | Herb Jones Phil Currin Steve Faul                      | Chevrolet Camaro    |     |
| 72            | GTU | 52  | Charles Kleinschmidt         | Charles Kleinschmidt Jack Andrus Lee Culpepper         | MGB                 |     |
| 73            | GTO | 71  | Levi's Team Highball         | Amos Johnson Dennis Shaw                               | AMC Gremlin         |     |
| 74            | GTU | 83  | PPC Racing                   | Louis McAlpine Miller Harding                          | Austin Mini-Cooper  |     |
| 75            | GTU | 83  | Bobby Diehl                  | Ted Kempgens                                           | Chevrolet Corvette  |     |
| Non qualifiés |     |     |                              |                                                        |                     |     |
| 76            | GTU | 03  | Ozone Industries             | Philip Dann Stephen Bond                               | Opel GT             |     |
| 77            | GTO | 6   | Byron Cook                   | Byron Cook George Bryan Bill McDil                     | Chevrolet Camaro    |     |
| 78            | GTU | 37  | Tom Fraser                   | Tom Fraser Tommy Archer                                | Datsun 510          |     |
| 79            | GTU | 39  | Dean Donley                  | Dean Donley Ben Scott Reggie Smith                     | MGB                 |     |
| 80            | GTO | 65  | Ahmed Valhuerdi              | Ahmed Valhuerdi Manuel Mendez Tony Garcia              | Shelby GT350        |     |
| 81            | GTU | 70  | Starbrite                    | Tom Kuenz Dale Elgie                                   | Datsun 510          |     |
| 82            | GTO | 78  | Tom Ross                     | Tom Ross Louis Beres                                   | Ford Mustang        |     |
| 83            | GTU | 81  | Dean Craven                  | Dean Craven David Horniman                             | Ford Pinto          |     |
| 84            | GTO | 98  | Cliff Gottlob                | Cliff Gottlob Mike Yates                               | Chevrolet Corvette  |     |